# Terrible Teddy, the Grizzly King
Terrible Teddy, the Grizzly King je americký němý film z roku 1901. Režisérem je Edwin S. Porter (1870–1941). Film trvá zhruba jednu minutu a premiéru měl 23. února 1901. O hercích ve filmu není nic známo.
Film byl inspirován politickými karikaturami New York Journal, které nově zvoleného amerického viceprezidenta Theodora Roosevelta líčily jako loveckého nadšence dychtícím po publicitě. Film je považován za nejstarší známou zfilmovanou politickou satiru ve Spojených státech.

## Děj
Theodore Roosevelt (neznámý herec), který je doprovázen svým tiskovým agentem (neznámý herec) a fotografem (neznámý herec), zastřelí při lovu v Coloradu horského lva. Šelma spadne dolů ze stromu, Roosevelt ji chytí a zvěční se s ní na fotografii pro tisk, aby jím byl oslavován jako „Grizzly King“. Na závěr je Roosevelt viděn v popředí na koni s oběma věrně následujícími podřízenými.